# Rond den Heerd

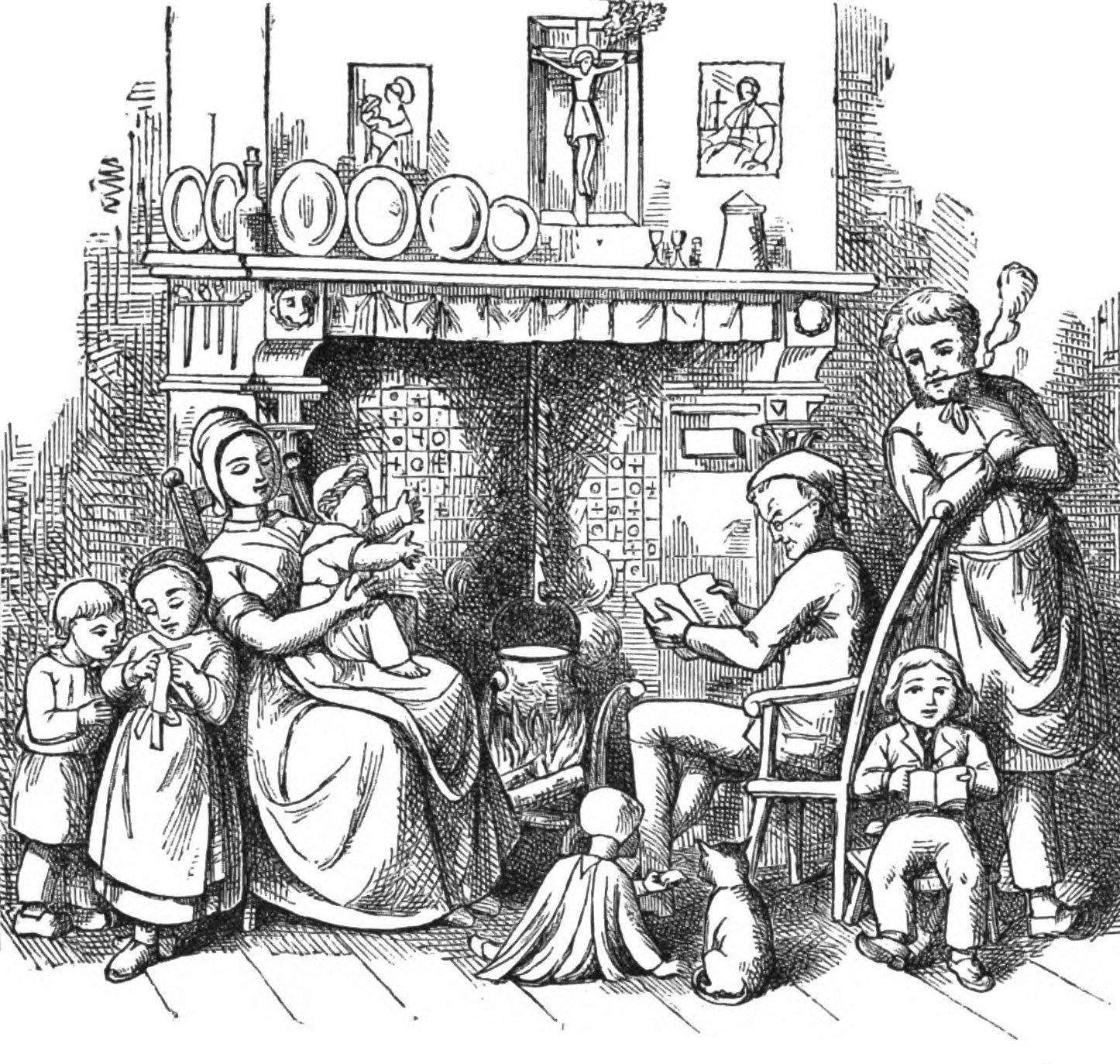
Beeldmerk van Rond den Heerd

Rond den Heerd was een West-Vlaams weekblad dat volks- en taalkunde behandelde. Het blad liep van 1865 tot 1902 en werd opgericht door Guido Gezelle en James Weale. Het blad liep tot 1890 regelmatig, waarna de oplagen terugvielen.

## Geschiedenis
Oorspronkelijk wilde Gezelle rond 1860 een contactblad voor leraren opzetten, maar het idee werd naderhand steeds breder. Hij besloot daarop om samen met de kunsthistoricus Weale een weekblad in de steigers te zetten dat zich zou richten op religie, geschiedenis, folklore en literatuur. Weale trok zich na een jaar terug van het blad en Gezelle bleef alleen aan de leiding.
In het blad werd door Leonard Lodewijk De Bo en Adolf Duclos een nogal felle polemiek gevoerd  voor een Westvlaams taalparticularisme en tegen de voorstanders van het Standaardnederlands, dat in 1844 op basis van het Taalcongres (1841) wettelijk was opgelegd.
In 1870 kon Gezelle zijn taken bij het weekblad niet meer combineren met zijn kerkwerkzaamheden. Hij stelde daarom een redactie van vier man aan: Ernest Rembry, Karel Callebert, Leopold Slosse en Adolf Duclos. In 1871 nam Duclos de redactie van het blad alleen over.
Tussen 1874 en 1890 ontstonden er problemen met het blad en omdat Duclos alle rechten op het blad had verworven, weigerde hij zijn positie op te geven. De andere schrijvers van het blad verlieten Rond den Heerd en startten het blad Biekorf, terwijl Duclos in zijn eentje de jaargangen van 1890 tot 1902 afmaakte.